# 912-es busz (Székesfehérvár)
A székesfehérvári 912-es jelzésű autóbusz az Autóbusz-állomás és a Sóstói temető között közlekedett egy irányban, éjjeli járatként. A viszonylatot a Volánbusz üzemeltette. 

## Története
2024. április 2-ától érvényes menetrendi módosítással vezették be, a belvárosból történő éjféli hazajutás segítésére Sóstóra, az Őrhalmi szőlőkbe és Maroshegyre.
2025. augusztus 2-ától beleolvadt az újonnan létrehozott 12A körjáratba Csapó utca - Stadion járatként.

## Útvonala
| Sóstói temető felé |
| --- |
| Autóbusz-állomás vá. – Piac tér – Vörösmarty tér – Széchenyi utca – Börgöndi út – Akácfa utca – Szárcsa utca – Sárkeresztúri út – Holland fasor – Amerikai fasor – Japán utca – Vásárhelyi utca – Batthyany utca – Csikvári út – Sóstói temető vá. |

## Megállóhelyei
| 0  | Autóbusz-állomás végállomás    | 10, 11, 11A, 12, 12A, 12Y, 13G, 14, 14G, 15, 15Y, 26, 26A, 26G, 36, 37, 38, 40, 41, 43, 44 707, 718, 747, 748, 749, 750, 751, 757, 758, 759, 8000, 8001, 8002, 8010, 8011, 8013, 8030, 8032, 8033, 8035, 8037, 8039, 8040, 8046, 8047, 8048, 8049, 8050, 8055, 8060, 8062, 8065, 8066, 8067, 8068, 8069, 8070, 8078, 8080, 8086, 8090, 8092, 8093, 8095, 8096, 8097, 8098, 8099 1172, 1173, 1174, 1204, 1205, 1215, 1229, 1507, 1510, 1512, 1529, 1563, 1706, 1707, 1734, 1758, 1803, 1808, 1809, 1822, 1823, 1824, 1826, 1840, 1841, 1842, 1843, 1844, 1845, 1853 | Autóbusz-állomás, Alba Plaza, Belváros                                                        |
| 1  | Református Általános Iskola    | 11, 11A, 12, 12A, 12Y, 13G, 15, 15Y, 22, 23, 23E, 24, 25, 26, 26A, 36, 37, 38, 40, 41, 43, 44 | Református templom, Talentum Református Általános Iskola, József Attila Kollégium             |
| 2  | Horvát István utca             | 11, 11A, 12, 12A, 12Y, 15, 15Y, 40, 41 8040, 8046, 8047, 8048, 8049 |                                                                                               |
| 3  | Széchenyi utca 113.            | 12, 12A | Korona Zrt., Arzenál Szerszámáruház                                                           |
| 3  | Sárkeresztúri út / Börgöndi út | 12, 12A | IKARUS Szerviz és Logisztikai Kft., PAKOLE Kft.                                               |
| 4  | Börgöndi út / Akácfa utca      | 12, 12A | Volánbusz-telephely                                                                           |
| 5  | Akácfa utca                    | 12, 12A 8040, 8046, 8048, 8049 | Kékszakáll Panzió                                                                             |
| 6  | Juharfa utca                   | 12, 12A, 15, 15Y | Fejérvíz Zrt.                                                                                 |
| 6  | Domb utca                      | 12, 12A, 15, 15Y |                                                                                               |
| 7  | Őrhalmi szőlők                 | 12, 12A, 15, 15Y 8040, 8046, 8048, 8049 |                                                                                               |
| 7  | Sóstói bevásárlóközpont        | 11A, 12, 12A, 15 | Auchan                                                                                        |
| 8  | Holland fasor 6.               | 11A, 15 | Philips, Jüllich Glas, Decathlon, Alba-Zöchling Kft., Győri Keksz Kft., General Plastics Kft. |
| 8  | Holland fasor 15.              | 11A, 15 | Grundfos, Fémforg Kft.                                                                        |
| 9  | Holland fasor / Amerikai fasor | 11A, 15 | Denso, Harman Becker Kft.                                                                     |
| 10 | Japán utca                     | 11, 11A |                                                                                               |
| 11 | Ikarus 3. porta                | 11, 11A | Ikarus gyár                                                                                   |
| 11 | Ikarus 1. porta                | 11, 11A S30 S34 S35 sebesvonat | Vasúti megállóhely, Ikarus gyár                                                               |
| 12 | Rádió utca                     | 11, 11A, 40, 41 |                                                                                               |
| 13 | Batthyány köz                  | 11, 11A, 40, 41 |                                                                                               |
| 13 | Segesvári utca                 | 11, 11A, 40, 41 | Táncsics Mihály Általános Iskola                                                              |
| 14 | Stadion                        | 11, 11A, 40, 41 | MOL Aréna Sóstó                                                                               |
| 14 | Sóstói temető                  | 11, 11A, 40, 41 | Sóstói református temető                                                                      |